# 뱅크월렛카카오
뱅크월렛카카오는 카카오에서 제공하는 모바일 금융 서비스(모바일 전자지갑 서비스)였다. 2014년 11월 금융결제원, 그리고 16개의 은행과 공동으로 서비스를 시작하였다. 2016년 12월 30일 서비스가 종료되었다.

## 기능
카카오측에서는 이 서비스를 모바일 전자지갑 서비스로 정의하고 있다. 즉 스마트폰이 기존의 지갑의 역할을 대신해준다는 뜻이다. 내 모바일 전자지갑에 돈을 충전해놓고 충전한 돈을 한도로 하여 친구들에게 송금을 하거나 온라인 오프라인 매장에서 결제가 가능하다. 충전한 돈은 ATM을 통해 인출도 할 수 있다. 원래 뱅크월렛은 13년 3월 시중은행이 함께 만든 선불화폐 기능을 지원하는 모바일 월렛이었다. 송금과 결제, ATM인출 등의 금융서비스를 이용할 수 있지만 사용자가 많지 않았다. <모바일트랜드2015>에 따르면 뱅크월렛은 폭넓은 고객층을 확보하기 위해 14년 11월 카카오와 제휴를 맺고 공동으로 서비스를 시작하였다. 당시 대한민국 스마트폰 유저중 93%가 카카오톡을 사용했으며 그 수는 대략적으로 3700만명에 이르기 때문에 이 뱅크월렛에 카카오톡 플랫폼을 적용할 경우 손쉽게 많은 고객을 확보할 수 있었기 때문이다.
뱅카 서비스는 뱅크머니 서비스와 현금카드 서비스로 나뉜다. 뱅크머니 서비스는 또 다시 간편형과 NFC형으로 나뉜다.
예전에 싸이월드에서 도토리 충전하듯이 뱅카 앱에 뱅크머니를 충전하면 된다. <모바일트랜드2015>에 따르면 이 둘간의 다른 점은 충전이 보다 편해졌다는 점과 싸이월드의 도토리는 싸이월드 안의 콘텐츠들(예를 들어 미니홈피배경이나, BGM, 스티커, 글씨체 등)을 사용하는 데에만 그쳤다면 뱅크머니는 추가적 기능(송금 및 온∙오프라인 결제, ATM인출)이 존재한다는 점이다.

### 충전
최소 충전금액은 은행마다 다르지만 보통 1000원이고 최대 충전금액은 1회당 300,000원, 총 500,000원이었다. 충전 시에는 계좌비밀번호를 입력하여 충전했다.

### 송금
송금은 한번에 한명만, 1일 10만원 이내 가능하다. 19세 이상 송금가능하고 19세 미만은 받는 것만 가능이다. 일반 계좌이체와 다른 점으론 뱅크머니를 보냈다고 해서 모든 송금 절차가 끝나는 것이 아니라 상대방이 받아야지만 절차가 완료된다. 따라서 상대방이 받기 전에는 언제든지 취소가능하다. 또 상대방이 3일 이내 받지 않을 경우에도 송금이 취소된다. 내가 취소하거나 상대방이 받지 않아 취소된 송금은 모두 익일 12시 이후 연결된 내 계좌로 돌아온다. 뱅크머니(뱅크월렛 충전금)으로 돌아오는 것이 아니다.

### 결제
뱅크월렛 카카오에 가맹점에서 온라인∙오프라인 결제가 가능하다. 오프라인 결제는 뱅크머니 NFC형과 현금카드만 가능하다. 이용가능한 가맹점은 옆의 사진을 참조할 것

2015년 1월 4일자 기준 뱅크월렛 카카오의 뱅크머니 및 현금카드가 이용 가능한 가맹점이다.

### ATM 인출
현금카드 가입자만 사용이 가능했다. SK및 KT만 현금 카드 가입이 가능했고 LG U+가입자는 사용하지 못했다. (LG U+가입자는 NFC형 뱅크머니도 사용 불가능하다.) ‘BankWallet’ 또는 ‘UbiTouch’ 스티커가 부착된 전국 7만5000여대의 현금인출기(CD/ATM)에서 현금인출 할 수 있었다.

## 장점
모바일 뱅킹을 이용해 계좌이체를 해도 될 것을 왜 굳이 번거롭게 전자지갑을 충전해, 충전한 돈을 다시 송금하느냐는 의문이 들 수도 있었다. <모바일트랜드2015>에선 이 물음에 대해 이렇게 답하고 있었다. "뱅크월렛카카오(뱅카)의 가장 큰 장점은 자유로운 송금이다." 모바일뱅킹을 통해 송금하기 위해선 공인인증서를 사용하고 보안카드 비밀번호를 쳐야 하나 뱅카를 사용할 경우 앱에 로그인해서 비밀번호를 치는 것만으로 송금이 가능했다. 또한 상대방의 계좌번호를 모르더라도 카카오톡 친구목록을 이용해 송금 할 수 있었다. 부가적으로 온라인 오프라인 결제도 가능하였다.

## 단점 및 한계
가장 큰 단점으로 번거로운 가입절차를 들 수 있다. 간편형 뱅크머니의 가입절차도 까다롭다는 것이 네티즌 반응이다. 그런데 오프라인 사용을 위해 NFC형 뱅크머니 혹은 현금카드에 등록하는 절차는 더 까다롭다. (송금 및 온라인 결제에 더해 오프라인 결제도 사용하고 싶다면 NFC형 뱅크머니 혹은 현금카드에 가입해야 한다.) 예전 인터넷 뱅킹에서 익숙하게 경험했던 복잡한 절차를 거쳐야 한다. 뱅크월렛 웹사이트에 접속해 컴퓨터에 카드를 발급받은 뒤 QR 코드를 인식해 컴퓨터에 저장한 카드를 스마트폰으로 전송하는 절차다. 이 두 카드를 등록하기 위해선 반드시 PC가 필요하다. 게다가 뱅크월렛 웹사이트는 예전 인터넷뱅킹 웹사이트처럼 윈도 기반에서만 작동한다. 인터넷 익스플로러로 접속해 액티브X를 설치하고 공인인증서로 로그인해야만 본인 인증이 가능하다. 파이어폭스나 오페라, 구글 크롬 웹브라우저에서도 이용할 순 있지만, 별도의 보안 플러그인을 깔아야 하긴 매한가지다. 맥이나 리눅스 같은 비 윈도 OS에선 아예 뱅크월렛 웹사이트에 접속할 수 없다. 또 간편결제 서비스를 이용하려면 복잡한 인증 절차를 반드시 거쳐야 한다.
블로터(bloter.net)의 안상욱기자는 뱅카의 문제점, 근본적인 한계를 정확히 지적하였다. "뱅카는 은행들이 먼저 만든 ‘뱅크월렛’이란 서비스를 카카오 플랫폼에 적용한 것이다. 결제와 송금은 금융결제원 시스템에서 이루어지고 카카오톡은 메시지 전송과 사용자 연결에 매달린다. 때문에 은행의 보수적인 시각, 기존의 인터넷 뱅킹 가지고 있는 한계점들이 드러날 수 밖에 없다."

## 실적
개시된지 한달만에 뱅크월렛 카카오 가입자가 50만명을 넘었으나 이후 가입자수는 정체되어 2015년 7월 기준 가입자 88만명, 송금액 132억원, 결제액 27억원이다. 참여 은행들은 2015년 상반기중으로 송금수수료를 받을 계획이었지만 서비스 거래 자체가 적어 수수료 도입을 무기한 연기했다.
뱅크월렛카카오 서비스 확대를 위한 프로모션은 다음카카오와 금융결제원, 그리고 각 시중은행 등 이원화돼 진행되었다. 카카오톡 측에서는 가입시 무료 이모티콘 제공, 100프로 당첨이벤트 등의 고객유치 홍보활동을 했다. 2차에 걸친 뱅크월렛카카오 프로모션이 있었다.
은행측 역시 경쟁적으로 뱅크월렛 가입자 유치에 힘썼다. 기사에 따르면 한 업계관계자는 뱅크월렛카카오 서비스가 주거래 은행 계좌를 등록해야 하는 만큼 처음 등록한 은행계좌가 이 서비스에 있어 주거래 은행이 될 가능성이 높기 때문이라고 상황을 설명했다. 각 은행들은 금리 우대 및 각종수수료 면제 등의 혜택을 제공했다. 우리은행의 경우 뱅크월렛카카오 전용통장을 만들어 통장에 카카오톡 캐릭터 디자인을 넣거나 이모티콘을 지원했다.

## 의의
해외의 ICT기업의 모바일, 인터넷 금융진출이 늘어나고 있다. 해외에선 이미 페이팔을 통해 간편송금서비스가 시작되어 성공적으로 자리를 잡았고 최근 중국도 중국 최대 전자 상거래 업체인 알리바바에게 온라인 금융∙결제서비스를 허용하며 알리페이를 도입하였다. 우리나라는 정보기술력은 세계적인 수준이지만 핀테크 산업은 매우 미약하다. 이는 금융분야의 보수성, 즉 금융산업에 있어 진입장벽이 매우 높았기 때문이다. 금산분리를 목적으로 한 국내 금융관련 제도들은 인터넷 전문은행의 출연을 막았다. 그래서 우리나라의 경우 ‘모바일 금융=모바일 뱅킹’으로 여겨지며 모바일 금융서비스가 금융기관의 영역으로 한정되어 여겨졌다.
천송이 코트 문제로 온라인 금융에 대한 규제완화의 중요성이 부각되고 결제환경에 있어 규제가 완화되었다. (공인인증서 엑티브엑스 의무화 조항 폐지) 그 덕에 뱅크월렛 카카오 및 카카오페이가 등장할 수 있었고 이들의 등장은 국내 핀테크 시장의 막을 열었다고 볼 수 있다. 물론 아직까지 뱅크월렛카카오에서 다음카카오의 주요역할은 고객기반을 제공하는 것이고 송금 및 결제 서비스의 주체는 은행이다. 하지만 뱅크웰렛카카오 및 카카오 페이를 등장으로 페이팔이나 알리페이와 같은 해외 간편결제업체들의 본격적인 국내 진출이 예상되고 국내에서도 카드사를 중심으로 간편결제시스템 도입을 진행하였다. 또 네이버도 글로벌을 겨냥한 라인페이를 내놓았고 국내 시장용으로 네이버페이를 출시하였다. 이에 걸맞춰 정부에서는 2015년 핀테크 산업 활성화를 위한 관련 법규 철폐 및 규제 완화를 계획하였다.

## 같이 보기
- 핀테크
- 카카오톡
- 카카오